# Juan Brichetto
Juan Rafael Brichetto (Buenos Aires, 11 de noviembre de 1870-Buenos Aires, 25 de mayo de 1940) fue uno de los miembros de la primera comisión directiva del Club Atlético Boca Juniors y presidente en varios períodos. 
Era tío del futbolista xeneize Enrique Brichetto.

## Biografía e historia
Era operario del puerto de la dársena sur. Fue quien propuso adoptar los colores de la bandera del primer buque al que él le diera paso al día siguiente. El barco resultó ser sueco y fue así que el club adoptó los colores azul y amarillo («azul y oro») de la bandera sueca. Primero fueron azules con una banda amarilla pero, para evitar confusiones con la dirección de la tira dorada, finalmente en 1913 se optó por esa franja dorada que hasta el día de hoy usa Boca en la indumentaria.

## Fallecimiento
Falleció el 25 de mayo de 1940, curiosamente el mismo día que se inauguraba el estadio de Boca Juniors, La Bombonera.